# Bătălia de la Nanshan
Bătălia de la Nanshan a fost una dintre multele bătălii terestre ale războiului ruso-japonez. A avut loc în perioada 24-26 mai 1904, de-a lungul unei linii de apărare de două mile, care traversează cea mai îngustă parte a Peninsulei Liáodōng, acoperind apropierea Port Arthur și pe dealul Nanshan, înalt de 116 metri, actualul district Jinzhou, la nord de orașul Dalian, Liaoning, China.

## Context
După victoria japoneză de la râul Yalu, Armata a 2-a japoneză, comandată de generalul Yasukata Oku, a debarcat în peninsula Liaodong, la doar 60 de mile de Port Arthur. Armata a 2-a avea 38.500 de oameni și era formată din trei divizii: Divizia 1-a (Tokyo), Divizia a 3-a (Nagoya) și Divizia a 4-a (Osaka). Debarcarea a fost finalizată până la 5 mai 1904.
Intenția japonezilor a fost de a sparge poziția defensivă rusă, de a captura portul Dalny și de a asedia Port Arthur.
Viceregele rus Yevgeni Alekseyev fusese rechemat la Moscova pentru consultări cu țarul Nicolae al II-lea. Îl lăsase pe generalul-maior baronul Anatoly Stoessel la comanda forțelor terestre ruse din Peninsula Kwantung, iar pe amiralul Wilgelm Vitgeft la controlul flotei ruse de la Port Arthur. Deoarece nu fuseseră lăsate ordine directe, indecisul și incompetentul amiral Vitgeft a permis debarcării japoneze să continue fără opoziție.
Generalul Stoessel avea aproximativ 17.000 de oameni și unitățile de pușcași siberieni nr. 4, 5, 13, 14 și 15, din care aproximativ 3.000 de oameni din unitatea a 5-a pușcași din Siberia de Est sub comanda colonelului Nikolai Tretyakov care au săpat tranșee în poziții fortificate pe dealul Nanshan, unde aveau de gând să reziste în ciuda faptului că știau că vor fi cu mult depășiți numeric. Diviziile de rezervă se aflau sub comanda generalului locotenent Alexander Fok, un fost ofițer de poliție care se ridicase la poziția sa mai degrabă pe linie  politică decât prin experiență sau abilități. Forțele ruse aveau 114 tunuri, mitraliere și săpaseră o rețea de tranșee și sârmă ghimpată. Japonezii cunoșteau bine fortificațiile, deoarece colonelul Doi de la informațiile japoneze a fost unul dintre miile de „muncitori chinezi” recrutați de ruși pentru a lucra la proiect în 1903.

## Bătălia

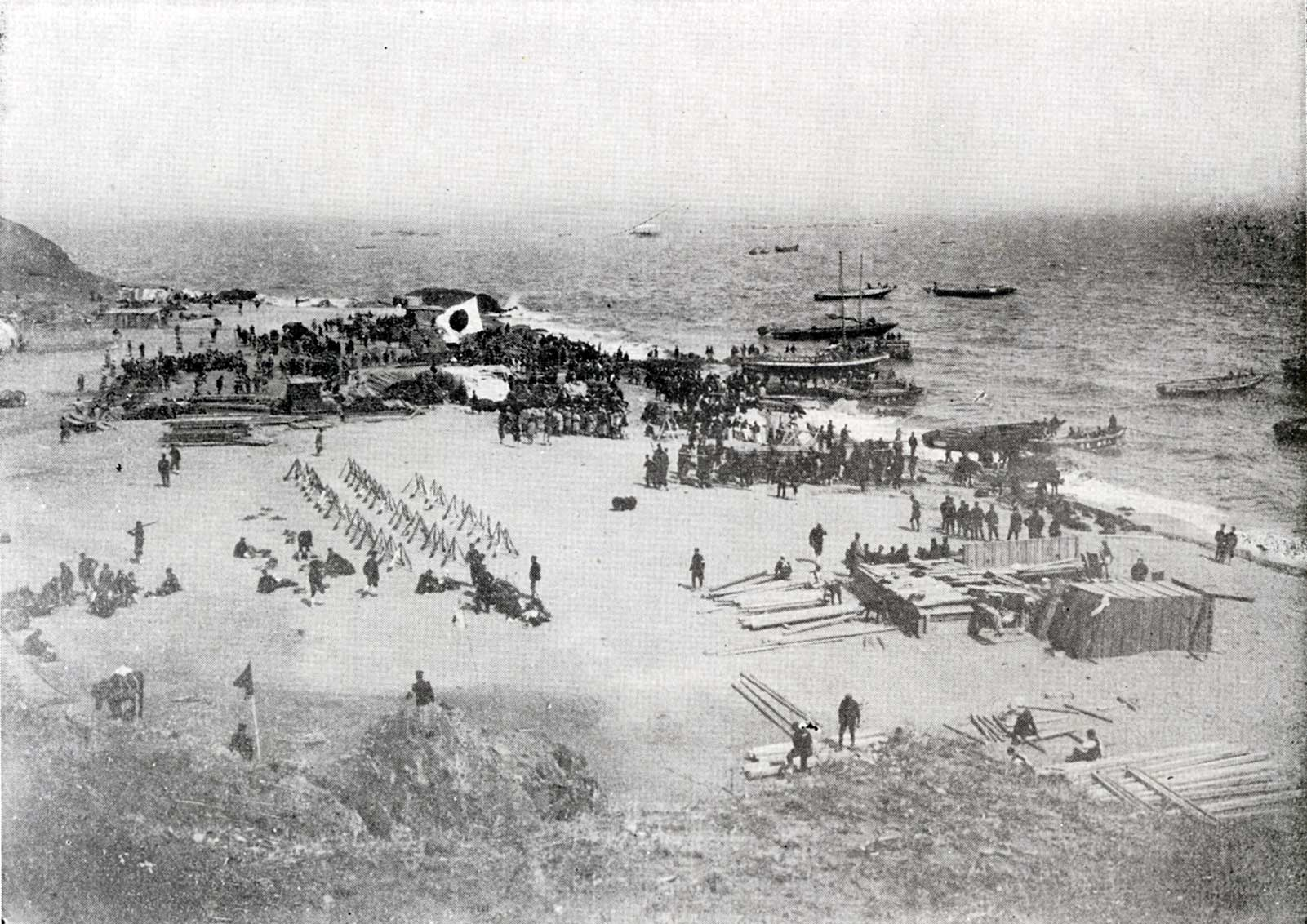
Armata japoneză debarcând în Peninsula Liaodong

La 24 mai 1904, în timpul unei furtuni puternice, Divizia a 4-a japoneză, sub comanda locotenentului general Ogawa Mataji, a atacat orașul Chinchou (actualul district Jinzhou) înconjurat de un zid de apărare, aflat la nord de dealul Nanzan. În ciuda faptului că a fost apărat de cel mult 400 de oameni cu artilerie învechită, Divizia a 4-a eșuat în două încercări de a-i sparge porțile. Două batalioane din Divizia 1-a a atacat în mod independent la ora 05:30 pe 25 mai 1904, în cele din urmă au înfrânt apărarea și au capturat orașul.
Cu flancul astfel asigurat, generalul Oku putea începe asaltul principal asupra forțelor ruse din tranșeele de pe dealul Nanshan. Asaltul a fost amânat cu o zi din cauza vremii. Pe 26 mai 1904, Oku a început cu un baraj prelungit de artilerie de la cannonierele japoneze din larg, urmat de atacuri de infanterie din partea tuturor celor trei divizii ale sale. Rușii, cu mine de teren, mitraliere Maxim și obstacole de sârmă ghimpată, au provocat pierderi grele japonezilor în timpul atacurilor repetate. Până la ora 18:00, după nouă încercări, japonezii nu reușiseră să ocupe pozițiile rusești din tranșee. Oku și-a trimis în luptă toate rezervele și ambele părți își consumaseră cea mai mare parte a muniției de artilerie.

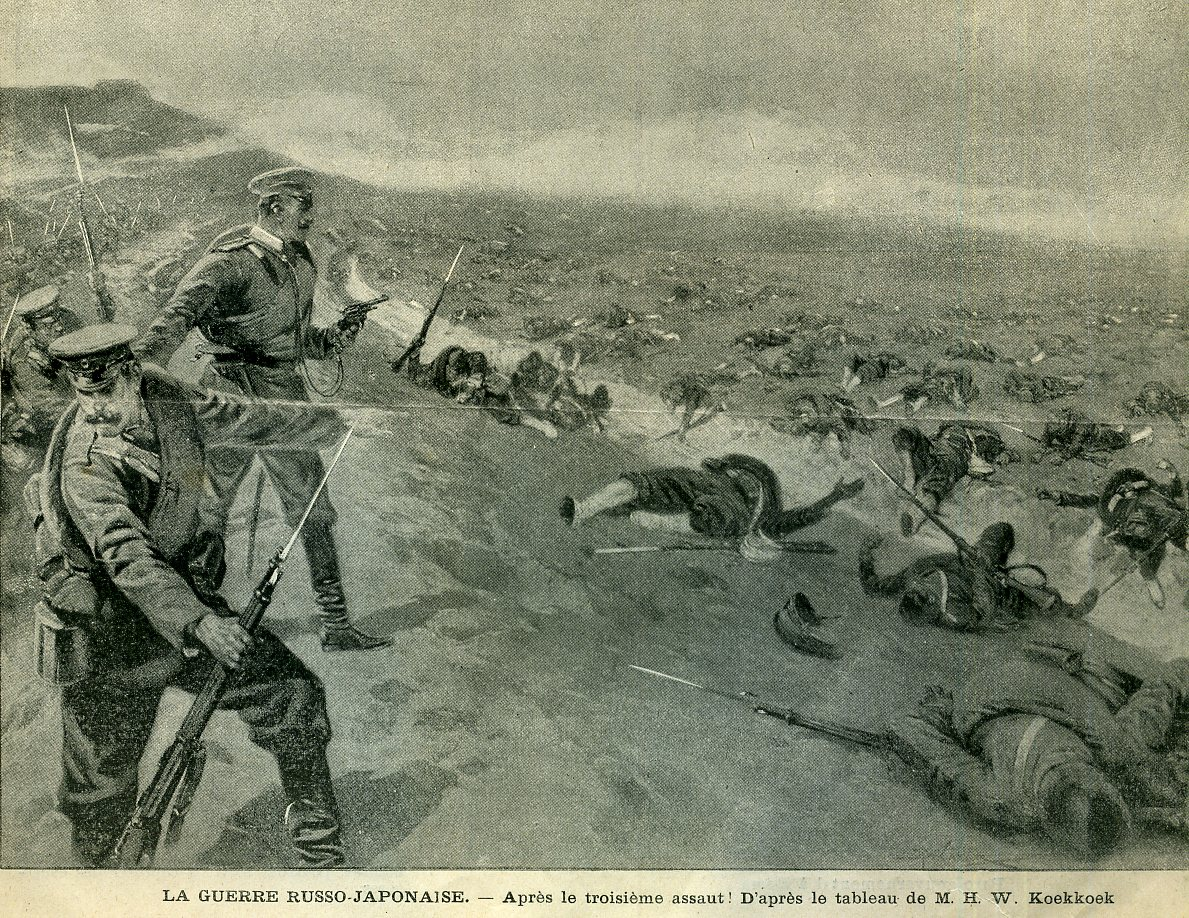
Cel de-al treilea asalt japonez

Constatând că apelurile sale pentru sprijin rămân fără răspuns, colonelul Tretiakov a fost uimit să constate că regimentele de rezervă neangajate în luptă erau în plină retragere și că rezervele sale de muniție rămase fuseseră aruncate în aer la ordinele generalului Fok. Fok, paranoic față de o posibilă debarcare japoneză între poziția sa și Port Arthur care prezenta siguranță în caz de retragere, a fost panicat de un atac de flancare de-a lungul coastei de vest al Diviziei a 4-a japoneză decimată. În graba de a fugi de luptă, Fok neglijase să-i spună lui Tretiakov ordinul de a se retrage, iar Tretiakov s-a trezit astfel în situația precară de a fi încercuit, fără muniție și fără forță de rezervă disponibilă pentru un contraatac. Tretiakov nu a avut de ales decât să ordone trupelor sale să se întoarcă pe a doua linie defensivă. Până la ora 19:20, steagul japonez flutura pe vârful dealului Nanshan. Tretiakov, care luptase bine și care pierduse doar 400 de oameni în timpul bătăliei, a mai pierdut 650 de oameni în retragerea sa fără susținere înapoi la liniile defensive principale din jurul Port Arthur.

## Rezultat
Rușii au avut pierderi în total aproximativ 1.400 de morți, răniți și dispăruți în timpul bătăliei. Deși japonezii nu au câștigat ușor, având cel puțin 6.198 de victime, puteau revendica victoria. Printre cei 739 de morți s-a numărat și fiul cel mare al generalului Nogi Maresuke. Japonezii au tras 34.000 de obuze de artilerie în timpul bătăliei – mai mult decât a fost tras în timpul Primului război sino-japonez. Japonezii au tras, de asemenea, 2,19 milioane de cartușe de pușcă și mitralieră într-o singură zi de luptă - mai mult decât numărul (aproximativ 2 milioane) trase de prusaci în timpul întregului Război austro-prusac.
Din cauza lipsei de muniție, japonezii nu s-au putut deplasa din Nanshan până la 30 mai 1904. Spre uimirea lor, au descoperit că rușii nu făcuseră niciun efort pentru a păstra portul Dalny, valoros din punct de vedere strategic și ușor de apărat, dar s-au retras până la urmă spre Port Arthur. Deși orașul fusese jefuit de civilii locali, echipamentele portuare, depozitele și șantierele feroviare au rămas toate intacte.
După ce Japonia a ocupat Dalny, un turn memorial a fost ridicat pe vârful dealului Nanshan cu o poezie a generalului Oku. Turnul a fost demolat după Războiul din Pacific (al Doilea Război Mondial) și a mai rămas doar fundația. O porțiune dintr-o tăbliță de piatră cu poezia este acum afișată în închisoarea din Lushun, Dalian.